# ひろせみほ
ひろせみほ は、日本の漫画家、イラストレーター。主に成人向け漫画で活動している。廣瀬美帆（大分県出身）と寺嶋克紀（大分県出身）の夫婦の協同ペンネームであったが、現在では夫は河童研究家になり妻は別のペンネーム（寺嶋ヒロ）で福祉系の漫画を描いている。
夫が一型糖尿病になった前後の様子を描いた4コマ漫画「糖尿病日記」で竹書房の1995年の月間新人賞受賞。『まんがくらぶ』にてデビューする。最初のペンネームは「すかぽんひろせ」担当の助言により「ひろせみほ」に改める。結婚したら寺嶋美帆になってしまうため、もとの名前を残す意味もある。

## 概要
竹書房の雑誌にて四コマ漫画を描いていたがヒットは出ず、たまたま先輩漫画家の代原として書いたレディース漫画16ページが評判よかったため、レディース漫画を描くようになる。
ページ物も描けることが竹書房や双葉社にも知られ「ページ漫画描けるんならお願いしますよ！」ということでナマイキやピザッツに掲載を始める。
そしてますます漫画における夫の必要性が下がっていく。
単行本化の際、レディース雑誌に描かれた女性向け漫画も、何故か全て男性向けの書籍としてまとめられている。

## 作品リスト

### 書籍

#### 竹書房系
- 恋はあせらず（バンブーコミックス COLORFULセレクト）
- 恋はあせらず2（バンブーコミックス COLORFULセレクト）
- 僕と彼女と+1（バンブーコミックス COLORFULセレクト）
- ただいま満室中1（バンブーコミックス COLORFULセレクト）
- ただいま満室中2（バンブーコミックス COLORFULセレクト）
- ただいま満室中3（バンブーコミックス COLORFULセレクト）
- ハーフタイムラヴァーズ1（バンブーコミックス COLORFULセレクト）
- ハーフタイムラヴァーズ2（バンブーコミックス COLORFULセレクト）
- ハーフタイムラヴァーズ3（未発売）

#### 双葉社系　主に雑誌アクションピザッツに掲載された作品
- 君とまひるの図書館で（アクションコミックス）
- お嬢様と海の迷宮（アクションコミックス）
- 水着のマーメイド（アクションコミックス）
- 君はアンフェア（アクションコミックス）

#### 笠倉出版系 主に雑誌「微熱」に掲載された作品
- おねえさんの誘惑（リアルパラダイス）
- おねえさんにおねがい（リアルパラダイス）
- おねえさんにおまかせ（リアルパラダイス）
- 恋するおねえさん（リアルパラダイス）
- おねえさんといっしょ（リアルパラダイス）

#### 笠倉出版系　電子版のみ
- ネコ♀と暮らせば (リアルパラダイス)
- ボーイミーツセクサロイド「．18」 1巻（リアルパラダイス）
- ボーイミーツセクサロイド「．18」 2巻（リアルパラダイス）

#### 近代映画社系 主に「りん太の桃色コミック」に掲載された作品
- ヒミツの課外授業（KE comics）
- 熱い胸騒ぎ（KE comics）
- あの子が衣装を着がえたら（KE comics―未来ちゃんシリーズ）

#### 芳文社系 主に雑誌「週刊漫画times」に掲載された作品
- 君とひとつになるいくつかの方法（芳文社コミックス）

### 単行本未収録
- 浪人生の彼女とスーパーで（『週刊漫画TIMES』2023年9月22日号[1] - ）